# Sørhaugen
Sørhaugen är en kulle i Antarktis. Den ligger i Östantarktis. Norge gör anspråk på området. Toppen på Sørhaugen är 1 304 meter över havet, eller 305 meter över den omgivande terrängen. Bredden vid basen är 6,2 km.
Terrängen runt Sørhaugen är platt åt nordost, men åt sydväst är den kuperad. Trakten är obefolkad. Det finns inga samhällen i närheten. 